# اندیس آنومالی شاه بگندی
آنومالی شاه بگندی یک اندیس فلزی است که در حوالی شهر سلطانیه استان زنجان قرار دارد و مادهٔ معدنی موجود در آن، طلا است.سنگ میزبان این اندیس سازندهای ژوراسیک است و دیرینگی آن به دوران ژوراسیک می‌رسد. 